# کن گریتی
کن گریتی (انگلیسی: Ken Garrity; ۶ اوت ۱۹۳۵ – مه ۲۰۱۶ (۸۰ ساله)) بازیکن فوتبال اهل بریتانیا بود.
از باشگاه‌هایی که در آن بازی کرده‌است می‌توان به باشگاه فوتبال چورلی اشاره کرد.